# Boeddhisme

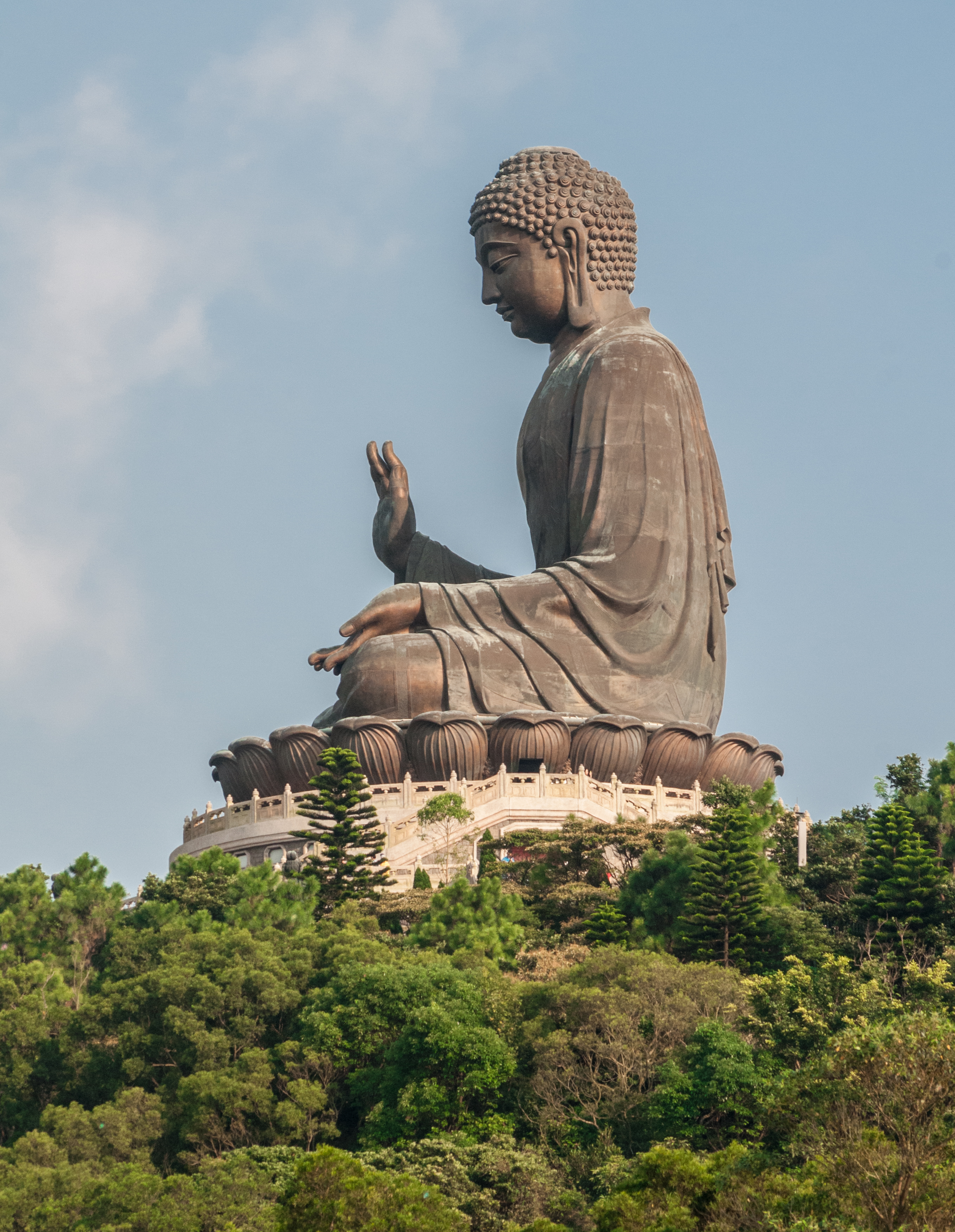
Een Boeddhabeeld (Buddharupa) op Lantau-eiland in de stad Hongkong

Het boeddhisme is een levensbeschouwelijke en religieuze stroming die ontstond uit de leer die volgens de overlevering werd gesticht door Gautama Boeddha, de historische Boeddha, die volgens de overlevering in de 6e en 5e eeuw v.Chr. in het noorden van India leefde. Boeddhisme ontstond uit lokale religieuze tradities en in interactie met ritualistische en ascetische stromingen binnen het brahmanisme, een van de voorlopers van het huidige hindoeïsme. Boeddhisten geloven dat men bevrijd kan worden uit de cirkel van wedergeboortes door het volgen van de door de Boeddha onderwezen middenweg. De belangrijkste aspecten van deze middenweg zijn het uitbannen van alle materiële verlangens, het zich ethisch gedragen, en het ontwikkelen van de geest. Hoewel het in India zelf geleidelijk verdwenen is, heeft het boeddhisme zich over andere delen van Azië verspreid. Het heeft een belangrijke rol gespeeld in de geschiedenis van Zuidoost- en Oost-Azië en op de ontwikkeling van de cultuur en samenleving in die gebieden. Recenter heeft het in het Westen (Europa, Noord-Amerika) aanhang gevonden. Het boeddhisme telt wereldwijd ongeveer 415 miljoen aanhangers.

## Ontstaan van het boeddhisme
Het boeddhisme is ontstaan in India in de vijfde eeuw v.Chr. In die tijd was het brahmanisme dominant in de westelijke Gangesdelta van Noord-India, waarin het strikt naleven van rituelen centraal stond. De Sramanabewegingen ontstonden in het oostelijk deel van de Ganges, waar het Brahmanisme niet domineerde, en streefden naar individuele verlossing uit de beheersing door negatieve emoties. Het boeddhisme was een van de stromingen die uit de sramana ontstonden, naast onder andere het jainisme en de leer van de Upanishaden.

### Biografie van de Boeddha
Afgaande op de boeddhistische overlevering leefde Gautama Boeddha, geboren als Siddhartha Gautama, van circa 450 tot circa 370 v. Chr. in het gebied dat tegenwoordig in het noorden van India en Nepal valt. Door moderne geleerden wordt ook ca. 480-400 v.Chr. gesuggereerd. Gautama Boeddha zou tachtig jaar oud zijn geworden.
In de Tripitaka staat geen complete biografie van Gautama Boeddha. Wel staan er her en der korte teksten in de Tripitaka die iets vertellen over het leven van de Boeddha. Pas in de 1e of 2e eeuw werd de Buddhacarita (Handelingen van de Boeddha) geschreven door Ashvagosa.
Volgens enkele werken zou zijn vader koning Suddhodhana zijn geweest en zijn moeder koningin Maya. Dit lijkt echter onwaarschijnlijk, aangezien hij werd geboren in Shakya, een kleine gana-sangha of tribale oligarchie, waar dus geen koningen waren.
Volgens vroege boeddhistische werken zou hij getrouwd zijn met Yasodhara met wie hij een zoon zou hebben gekregen, Rahula. Volgens de traditie verliet Siddhartha op een dag het paleis om een tochtje te gaan maken. Tijdens dat uitstapje zag hij vier mannen: een oude man, een zieke man, een dode man en een asceet, die zelf niets bezat, maar leefde van voedsel en geld dat hem geschonken werd. Niettemin zag hij er gelukkig uit. Siddhartha zag plotseling dat niets in het leven bestendig is, en besloot het voorbeeld van de asceet te volgen. Hij vertrok diezelfde avond nog uit het paleis, om de verlossing uit het lijden en de kringloop van het bestaan te vinden.
Hij sloot zich aan bij vijf asceten die zich in de wildernis hadden afgezonderd. Ze volgden een strenge ascese, in de hoop zo de verlossing uit het lijden te bereiken. Siddharta volgde hun voorbeeld, en gaf zich over aan de extreemste vormen van ascese. Zes jaar later, toen hij bijna doodging van de honger, zag hij in dat dit niet de juiste manier was om de verlossing te bereiken. Hij trok daarom verder, en nam voedsel aan om weer op krachten te komen. Hij herinnerde zich hoe hij als kind in een staat van samadhi was geraakt toen hij een keer naar het ploegen van zijn vader had zitten kijken. Toen hij weer op krachten was besloot hij onder een boom te mediteren, en er niet onder vandaan te komen voordat hij de verlossing had bereikt. Op de negenenveertigste dag kreeg hij inzicht in zijn vorige levens, en zekerheid over de oorzaken van het lijden van de mens en hoe dat lijden kan worden weggenomen. Hierdoor was hij een ontwaakt persoon, de Boeddha.
De rest van zijn leven trok hij door India, onderwijzend wat hij had geleerd. Zijn eerste volgelingen waren de vijf asceten. Ook zijn familie nam zijn leer aan, en zijn tante werd de eerste boeddhistische non.
Op tachtigjarige leeftijd wist hij dat hij zou sterven. Ook zou hij niet opnieuw worden geboren, zelfs niet in de hemel, omdat hij nu verlicht was en nu voor altijd in het pari-nibbana opging. Toen men hem vroeg wie hem op moest volgen, vertelde hij dat er geen opvolger moest komen, maar dat zijn lessen bewaard moeten blijven.

## De boeddhistische leer
De oorspronkelijke naam van het boeddhisme is Boeddha-sasana, wat de leer van de Boeddha betekent. De kern van deze leer is het inzicht in het menselijk lijden en de weg om dit lijden op te heffen.
De boeddhistische leer is in de loop der eeuwen steeds verder uitgebreid. De basis wordt beschreven in de Tripitaka, de uitspraken van de Boeddha. Deze uitspraken bevatten veel rijtjes met kernwoorden, waardoor de essentie van de boeddhistische leer makkelijk te onthouden en over te dragen is. Maar in tegenstelling tot de westerse manier van kennis-representatie vormen deze rijtjes geen opeenvolgend geheel. Een term uit het ene rijtje kan verwijzen naar een ander rijtje, waarin een term staat dat het eerste rijtje weer samenvat. Dit kan verwarrend zijn voor westerse lezers. Waar het om gaat is dat boeddhistische leerstellingen worden toegepast in het eigen leven, en zo betekenis krijgen.
De basis van het boeddhisme, die is terug te vinden in het theravada-boeddhisme, handelt over het lijden (dukkha in het Sanskriet), en hoe we er definitief van bevrijd kunnen worden. De Vier Nobele Waarheden beschrijven het inzicht in het lijden en de mogelijkheid van verlossing. Het edele achtvoudige pad beschrijft de middenweg waardoor verlossing van het lijden mogelijk is. Betreding van dit pad gebeurt door de toevlucht tot het drievoudig juweel.
In principe worden al onze schadelijke gedachten en emoties (hechting, woede, trots) veroorzaakt door een onjuist begrip van de werkelijkheid. Door het vasthouden aan deze gedachten en emoties verlangen we naar het voortbestaan van onszelf, waardoor wedergeboorte plaatsvindt. In wat voor vorm we worden wedergeboren wordt bepaald door ons karma, de effecten van ons handelen.
Het mahayana-boeddhisme voegde een aantal essentiële leerstellingen toe aan de boeddhistische leer. Een juist begrip van hoe de werkelijkheid bestaat (wijsheid van de leegte) is essentieel in het boeddhisme om een einde te kunnen maken aan de cyclus van wedergeboorte en het lijden dat daarbij hoort. De zes (of tien) perfecties beschrijven een aantal perfecties waar de arahat naar moet streven om volmaakt te worden.

### De vier edele of nobele waarheden
De vier nobele waarheden beschrijven het lijden, de oorzaak hiervan, de mogelijkheid om er van verlost te worden, en de weg om deze verlossing te bereiken. Deze waarheden worden soms ook geformuleerd in termen van de aanwezigheid van geluk, haar oorzaak, de afwezigheid ervan en de oorzaak van deze afwezigheid.
De vier nobele waarheden in de klassieke definitie zijn:
1. Er is lijden en ontevredenheid in het leven
2. Er is een oorzaak voor dit lijden: verlangens
3. Er is een einde aan dit lijden mogelijk
4. En er is een weg die hiernaartoe leidt: Het Achtvoudige Pad.

De begrippen 'lijden' en 'verlangen' hebben in het westen een concrete betekenis. Bij lijden denken we aan zaken als ziekte, verlies, wanhoop. Met verlangen bedoelen we over het algemeen het verlangen naar concrete zaken, zoals een groter huis, veel geld of macht en aanzien.
In het boeddhisme hebben deze begrippen een bredere en subtielere betekenis. Lijden, dukkha, betekent dat het leven onvolmaakt is. Het is alsof je de hele tijd met een steentje in je schoen loopt, en dat steentje wil maar niet verdwijnen. Dit leidt tot tanha, dorst, het verlangen dat de zaken anders zijn dan ze zijn: Als ik nou een groter huis / een betere baan / een leukere partner / rustigere kinderen / liefdevollere ouders had, dan zou het leven volmaakt zijn.
Een tekstkritische interpretatie wordt gegeven door David Brazier:
1. Dukkha: het bestaan is onvolmaakt, het is als een wagenwiel dat niet recht in de as zit;
2. Samudhaya: tegelijkertijd met het ervaren van dukkha, anatta en acitta komt tanha op, dorst: het verlangen dat de werkelijkheid anders is dan deze lijkt. Mensen blijven gevangen in dit verlangen door de werkelijkheid niet te zien zoals ze is, namelijk onvolmaakt en veranderlijk;
3. Nirodha: het verlangen dat de werkelijkheid anders is dan ze is, kan ingedamd en begrensd worden, de werkelijkheid zien zoals ze is, waardoor het lijden aan de onvolmaaktheid ingedamd wordt;
4. Marga: dit indammen kan door het volgen van het achtvoudige Pad.

### Het achtvoudige pad
Het edele achtvoudige pad bestaat uit:
1. Juist (zuiver) begrijpen (van de oorzaken van het lijden en de oplossing hiervan)
2. Juiste intenties (streven naar verlichting ten behoeve van alle levende wezens)
3. Juist spreken (niet kwaadspreken en liegen)
4. Juiste handelingen (niet doden, niet stelen, geen misbruik van zintuiglijke genoegens, niet liegen, geen alcohol en drugs). Men kan ook de acht voorschriften, de tien voorschriften of de geloften (patimokkha) voor monniken of nonnen naleven.
5. Juist levensonderhoud (beroep) (geen beroep dat anderen kwaad doet)
6. Juiste inspanning (streven naar de juiste gedachten en geestestoestand)
7. Juiste aandacht (vipassana)
8. Juiste mentale absorptie (samadhi (meditatie)).

Het achtvoudige pad wordt vaak ook kort omschreven als prajna (inzicht, wijsheid), sila (moraliteit, ethisch goed gedrag), en samadhi (meditatie). Het achtvoudige pad wordt gezien als een pad naar de verlichting, maar veroorzaakt niet de verlichting, net zoals een pad naar de berg kan leiden, maar deze berg niet veroorzaakt.
De leer van de middenweg benadrukt het vermijden van de twee extremen van het nastreven van sensueel geluk in sensueel plezier en het nastreven van zelfkwelling of zelfkastijding. Deze twee extremen zijn volgens de leer van de middenweg onvoordelig en leiden niet tot inzicht, nirwana en de verlossing uit de kringloop van wedergeboorte. De middenweg bestaat uit het achtvoudige pad, en heeft betrekking op de vier nobele waarheden. Wie de middenweg tot het einde volgt, bereikt het nirwana.
Verlossing uit de kringloop van wedergeboorte ontstaat door inzicht in de werking van oorzaak en gevolg, in het ontstaan van gehechtheden en in de beheersing van de geest waardoor er geen gehechtheden en karma kunnen ontstaan. Door beheersing van de geest gaat men nirwana binnen, de staat van uitdoving. Of nirwana eeuwig en dus de fundamentele werkelijkheid vormt, of dat hier geen uitspraken over kunnen worden gedaan, is een nog steeds voortdurend punt van debat tussen de Yogacara en de Madhyamaka.
Gautama de Boeddha nodigde iedere leerling uit om zelf de acht paden vorm te geven en dit niet als acht regels te zien: neem niets aan voor het zelf onderzocht te hebben. Hiermee is het Boeddhisme een van de weinige niet-dogmatische filosofieën. Het zelf onderzoeken van de individuele acht paden is het sterkst aanwezig in de Zen. Het zelf ontdekken van het achtvoudige pad wordt in deze stromingen compromisloosheid genoemd.

### Boeddhistische filosofie
Het boeddhisme analyseert het bestaan en haar onvolmaaktheid in causale factoren (Pali: idapaccayata): dit veroorzaakt dat. Als dit verdwijnt, verdwijnt dat ook. Het is een belangrijke realisatie, die essentieel is voor het begrijpen van de Dhamma en het bereiken van het nirwana. In het latere boeddhisme is de boeddhistische leer systematisch doordacht en logisch onderbouwd. Groot discussiepunt hierbij was en is het al dan niet bestaan van onveranderlijke essenties achter de flux der verschijnselen.

#### Wederzijds afhankelijk ontstaan
Deze causaliteit wordt beschreven in het principe van afhankelijk ontstaan (Pali: paticca-samuppada). Alles wat bestaat is ontstaan door bepaalde oorzaken en omstandigheden. Indien de condities veranderen, of nieuwe condities ontstaan, leidt dit tot de verandering of het verdwijnen van een (fysiek of mentaal) object of ding.
De keten van wederzijds afhankelijk ontstaan beschrijft in twaalf stappen de cyclus van geboorte, leven, sterven en wedergeboorte. De grondoorzaak van dukkha is onwetendheid. Als er onwetendheid is, worden de percepties en gevoelens verkeerd begrepen en ontstaat er verlangen. Als er verlangen is, ontstaat er gehechtheid. Als er gehechtheid is, ontstaat er wedergeboorte. Op deze manier leidt de aanwezigheid van onwetendheid tot de kringloop van het bestaan.

#### De drie karakteristieken
Alle dingen die bestaan (zowel materieel als geestelijk) hebben de volgende drie karakteristieken:
1. Ze zijn vergankelijk en onderhevig aan verandering (Pali: anicca)
2. Doordat dingen veranderlijk zijn, kunnen onze wensen met betrekking tot deze dingen nooit compleet vervuld worden. Ze zullen blijven veranderen en dat is pijnlijk (Pali: dukkha).
3. Daarom zijn deze dingen ook niemands werkelijk bezit, niemand heeft er complete controle over. Er bestaat dan ook geen echte onveranderlijke essentie, zelf of ziel. Alle dingen zijn zelfloos (Pali: anattā).

#### Karma en wedergeboorte

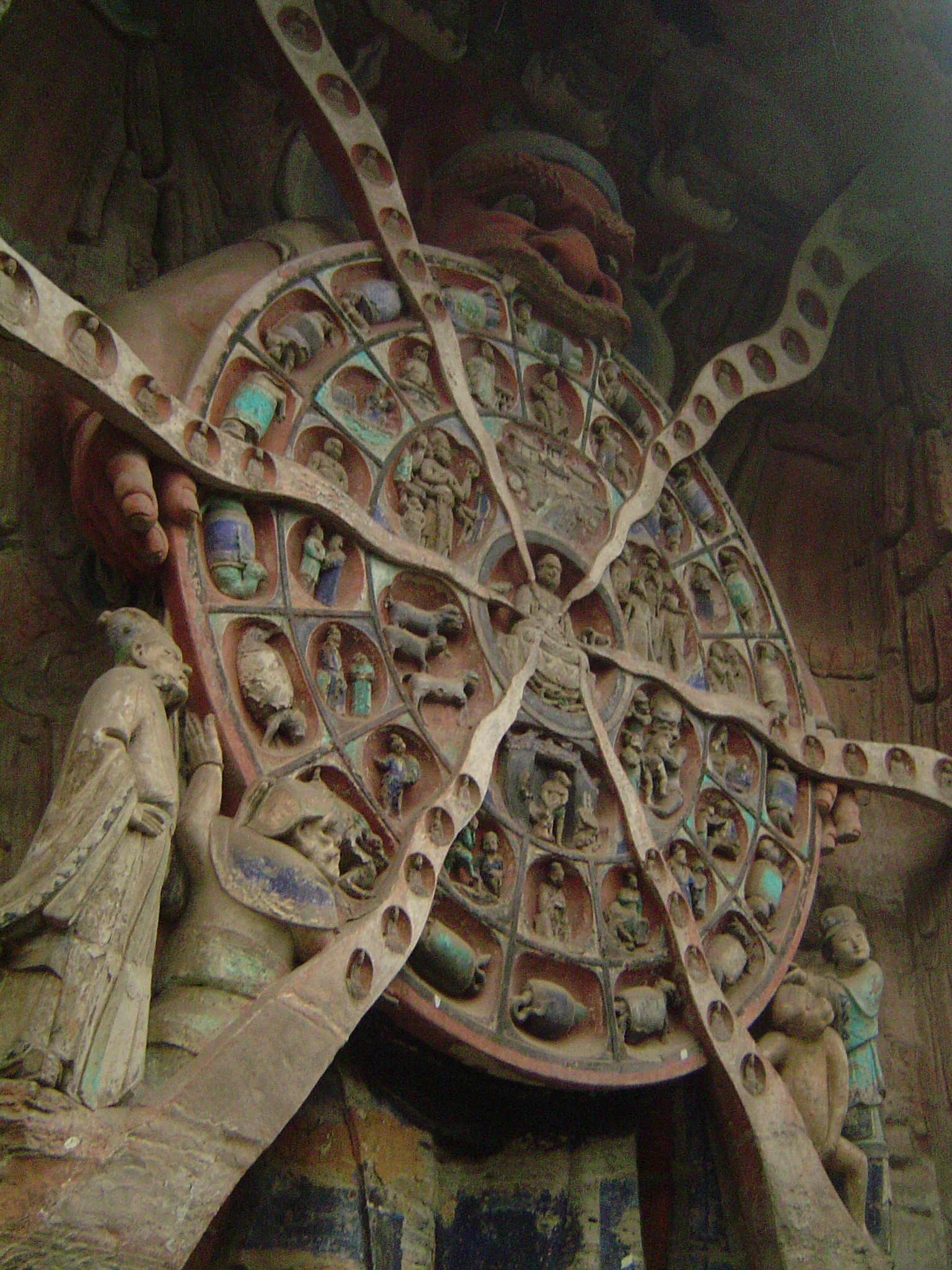
Wiel van Reïncarnatie

Karma (Pali: kamma) betekent dat alle handelingen een gevolg hebben: goede acties hebben positieve gevolgen zoals geluk en slechte acties hebben slechte gevolgen. De gevolgen kunnen zich ook in een volgend leven manifesteren. Karma wordt vooral bepaald door de intentie die de actie motiveert. Door de motivatie te controleren kan men dus de eigen toekomst bepalen, en de verlossing uit de kringloop van wedergeboorte bewerkstelligen.
Het boeddhisme gaat uit van wedergeboorte. Het is een fundamenteel boeddhistisch concept, direct verbonden met karma, omdat de wereld waarin men herboren wordt, alles te maken heeft met de acties (karma) uit het verleden.

#### Filosofische scholen
Het boeddhisme kent verschillende filosofische scholen. In de tripitaka staat de boeddhistische leer beschreven in een grote hoeveelheid uitspraken, met veel herhaling en overlap. De oudste systematisering van de boeddhistische filosofie staat in de abhidhamma. In het Mahayana ontwikkelden zich de Madhyamaka, de Yogacara, en de tathagatagarba.
De Madhyamaka geeft een logische analyse van uitspraken over 'de' werkelijkheid, en laat zien dat er geen metafysische uitspraken mogelijk zijn. Avijja, onwetendheid, bestaat uit het niet correct zien van deze grens van het weten, waardoor er gehechtheid ontstaat. Het juiste inzicht laat de leegte van alle verschijnselen zien.
De Yogacara geeft een beschrijving van de werking van de geest, en laat zien hoe we onze eigen werkelijkheid construeren. Deze geconstrueerde werkelijkheid is gekleurd door verlangen, en belet ons de dingen waar te nemen zoals ze zijn. Verlossing is mogelijk door te zien dat dit proces plaatsvindt, en ons hier niet meer door te laten leiden.
De tathagatagarbaleer stelt dat iedereen de mogelijkheid van verlichting in zich heeft. Dit idee is uitgegroeid tot het idee van de Boeddha-natuur een essentieel, onveranderlijk bewustzijn dat iedereen in zich heeft. Bij niet-verlichte mensen is dit bewustzijn verduisterd door wolken van onwetendheid. Toch kan deze zuivere zon-achtige natuur nooit besmet of vervuild worden door de wolken. Deze zon geeft warmte (liefde) en licht (wijsheid) en zal altijd aanwezig blijven achter de wolken. Zolang de wolken van negatieve emoties de zon verduisteren blijft de mens lijden en reïncarneren. Zodra ze voorgoed oplossen ontstaat verlichting en kan de mens kiezen om niet meer geboren te worden na het overlijden.

### Boeddhistische psychologie
De boeddhistische psychologie beschrijft de werking van de menselijke geest en het ontstaan van verlangen en gehechtheid.

#### Nama-rupa
De mens is nama-rupa, geest-stof. Door het samengaan van geest en stof ontstaat de bewuste mens die kan waarnemen en nadenken. De eerste vijf zintuigen hebben stoffelijkheid rupa als object. De geest nāma heeft geen fysieke objecten, maar kan een zintuigbewustzijn als object hebben. Ook herinneringen, concepten, fantasieën en ideeën zijn mogelijke objecten van de geest.

#### De vijf khandhas (groepen)
Nama-rupa wordt verder uitgesplitst in de vijf khandhas. Dit zijn de vijf groepen van ervaring: vorm (materie en energie), perceptie, gevoel, mentale formaties (gedachten en intenties) en het bewustzijn. Alles wat een mens ervaart behoort in een van deze groepen. Alleen het nirwana ligt erbuiten. Deze vijf vormen zijn niet iemands zelf, ze zijn leeg van een blijvende essentie. Het boeddhisme heeft dan ook de opvatting dat mensen geen ziel hebben.

#### Zes zintuigen
Perceptie en mentale formaties worden verder uitgesplitst in de zes zintuigen, met bijbehorende objecten en bewustzijn. Gezichtsvermogen, gehoor, reukzin, smaakzin en tastzin zijn de vijf bekende zintuigen. De tripitaka noemt daarnaast de gewaarwording van ideeën als een zesde zintuig.

#### Werking van de geest
In de tripitaka wordt beschreven hoe de menselijke geest werkt. In de Abbidhamma zijn de verspreide leerstellingen hierover gesystematiseerd.
Door het contact van een van de zintuigen met een object ontstaat er bewustzijn, respectievelijk vorm, geluid, geur, smaak en aanraking (het voelt hard/zacht, warm/koud of bewegen/druk). Deze percepties zijn positief, negatief of neutraal. Afhankelijk van de waardering die aan de percepties wordt gegeven ontstaan er gedachten en beelden, mentale formaties. Hieruit ontstaan vervolgens de gehechtheden en de karmische consequenties, waardoor wedergeboorte mogelijk is.

### Kosmologie
In de boeddhistische kosmos bestaan meerdere bestaansniveaus van voelende/bewuste wezens: van goden (een bestaan met bijna uitsluitend geluk) tot hellewezens (een bestaan met bijna uitsluitend lijden). Mensen bevinden zich in de middenmoot met levens waarin geluk en lijden elkaar afwisselen. Als een mens verlicht wil raken zal men die twee moeten ervaren. Goede acties leiden tot een wedergeboorte als een deva, een halfgod, of als een mens, in een relatief comfortabele situatie. Slechte acties veroorzaken een wedergeboorte in een oncomfortabele situatie: als een mens in een slechte situatie, als dier, als zogenaamde hongerige geest, of zelfs in een hel.
Het huidige leven wordt volgens het boeddhisme voorafgegaan door een beginloze reeks vorige levens. Alleen inzicht in de keten van oorzaak en gevolg en de beheersing en uitdoving van de verlangens, brengt verlossing uit samsara, het almaar doorgaande rad van doodgaan en geboren worden.

## Mahayana-leerstellingen
Het Mahayana-boeddhisme voegde een aantal essentiële leerstellingen toe aan het boeddhisme

### Bodhisattva-ideaal
In plaats van het bereiken van de eigen verlossing en het boeddhaschap, ziet het Mahayana het bodhisattva-ideaal als belangrijkste doelstelling. De bodhisattva belooft de eigen volledige verlichting uit te stellen en telkens opnieuw op aarde terug te keren om iedereen te helpen, tot alle levende wezens verlost zijn. De nadruk ligt hiermee op medemenselijkheid. De dalai lama, leider van het Tibetaanse volk, als veertiende lama levend in ballingschap in Dharamsala, wordt gezien als de bodhisattva van mededogen. Hij keert telkens terug op aarde om mensen te helpen op hun pad naar verlichting.

### De paramita's
De beoefening van de tien paramita's behoort tot het bodhisattva-ideaal. De tien paramita's van het Theravada zijn: vrijgevigheid, moreel gedrag, verzaking (afstand doen), wijsheid, volharding (in het toepassen van het heilzame), verdraagzaamheid, waarheidlievendheid, vastberadenheid, onvoorwaardelijke vriendelijkheid en gelijkmoedigheid.
In het Mahayana-boeddhisme worden zes (of soms tien) paramita's beschreven. Deze perfecties zijn karaktereigenschappen, die door oefening kunnen groeien in het karakter van het individu. De zes perfecties van het Mahayana zijn: vrijgevigheid, moreel gedrag, geduld, vreugdevolle inspanning, concentratie en wijsheid (de vier extra zijn: methode, wensen, kracht en hoogste wijsheid).

### Sunyata en boeddha-natuur
Daarnaast legt het Mahayana-boeddhisme nadruk op Sunyata, leegte, het inzicht dat niets een eigen essentiële aard heeft. Alles is veranderlijk. De essentie van het bestaan is niet te beschrijven in woorden, maar kan wel intuïtief begrepen worden.
Het Chinese Mahayana-boeddhisme onderkent een essentiële werkelijkheid achter de wereld van de verschijnselen, die ook de basis vormt voor de mogelijkheid tot ontwaken, de zogeheten boeddha-natuur. Dit lijkt te botsen met het idee van sunyata. Het in overeenstemming brengen van deze twee ideeën is een rode draad in de eerste eeuwen van het Chinese boeddhisme

### Relatieve en absolute werkelijkheid
Maar ook al is alles leeg, toch leeft ook de bodhisattva in een concrete wereld. De erkenning hiervan leidt tot een onderscheid tussen:
1. een relatieve werkelijkheid waarin alles en iedereen in onderlinge afhankelijkheid van elkaar bestaat (het ik of ego, de zintuigen en de gewone, alledaagse geest) en
2. een absolute werkelijkheid van de 'ware natuur van de geest'. Volgens de Madhaymaka-leer zijn er op dit niveau geen concrete uitspraken over de werkelijkheid mogelijkheid; alles is leeg. Volgens de tathagatagarba-leer is dit de oorspronkelijke, zuivere geest, ook wel de Boeddha-natuur genoemd, die aan alles ten grondslag ligt.

Maar uiteindelijk zijn absoluut en relatief, nirvana en samsara, gelijk aan elkaar. In de prajna-paramita literatuur, zoals de Hart-soetra en de Diamant-soetra wordt dit verwoord met de formule Vorm is leegte, leegte is vorm.

## De monastieke traditie in het boeddhisme

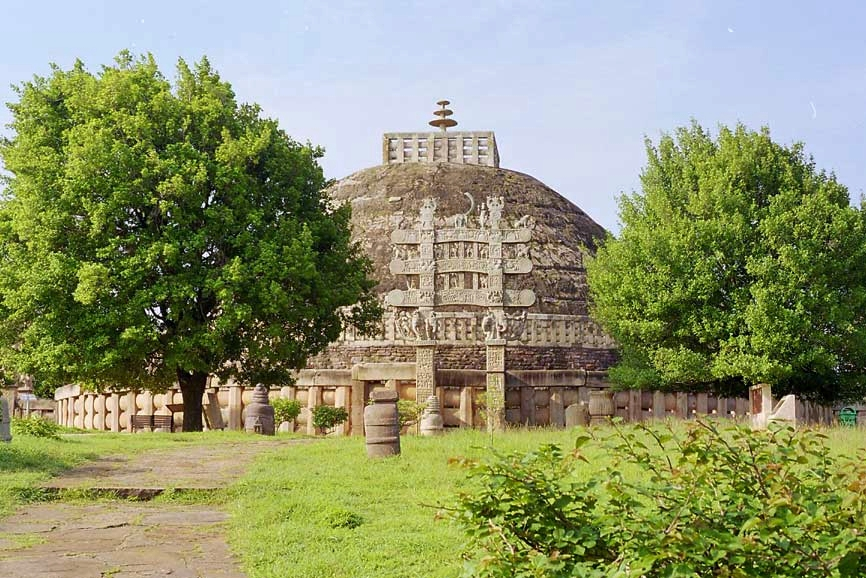
De grote stoepa in Sanchi, India

Het boeddhisme is vanaf het begin af aan gecentreerd rond de monastieke sangha. Boeddha was zelf een monnik en de grote meerderheid van zijn verlichte discipelen waren ook monnik (Pali: bhikkhu) of non (bhikkhuni). Er waren daarnaast echter ook genoeg verlichte leken.
De Boeddha legde een code van discipline neer, de patimokkha (Pali). De patimokkha voor bhikkhu's (of monniken) bestaat uit ongeveer 227 regels. Naast de patimokkha zijn er nog meer dan duizend andere regels en richtlijnen waar de monniken en nonnen zich aan moeten houden. Het totaal aan gedragsregels en discipline wordt de Vinaya genoemd.
De vier meest fundamentele regels (de vier parajikas, uitsluitingsgronden) voor de bhikkhu's zijn:
1. Wanneer een bhikkhu aan geslachtsverkeer doet, is hij parajika.
2. Wanneer een bhikkhu intentioneel een mens doodt, is hij parajika.
3. Wanneer een bhikkhu iets van significante waarde steelt, is hij parajika.
4. Wanneer een bhikkhu liegt over zijn eigen spirituele realisaties, is hij parajika.

Indien een monnik een van deze acties toch doet, is hij geen bhikkhu meer en kan in zijn huidige leven geen bhikkhu meer worden.
Een andere belangrijke regel is dat bhikkhu's en bhikkhuni's geen geld mogen gebruiken en ontvangen en zich niet mogen inlaten met directe ruil van goederen met leken. Monniken en nonnen leven in kloosters of tempels.
Boeddhistische monniken richten zich volledig op het bereiken van het nirwana. Groot belang wordt gehecht aan ascese.
Naast de monastieke traditie zijn er ook lekenaanhangers. De verplichtingen voor leken zijn relatief beperkt, wat het boeddhisme tot de meest succesvolle missionaire religie maakte in India, tot deze rol rond 1000 door de islam werd overgenomen.

## De geschriften van het boeddhisme

### Tripitaka

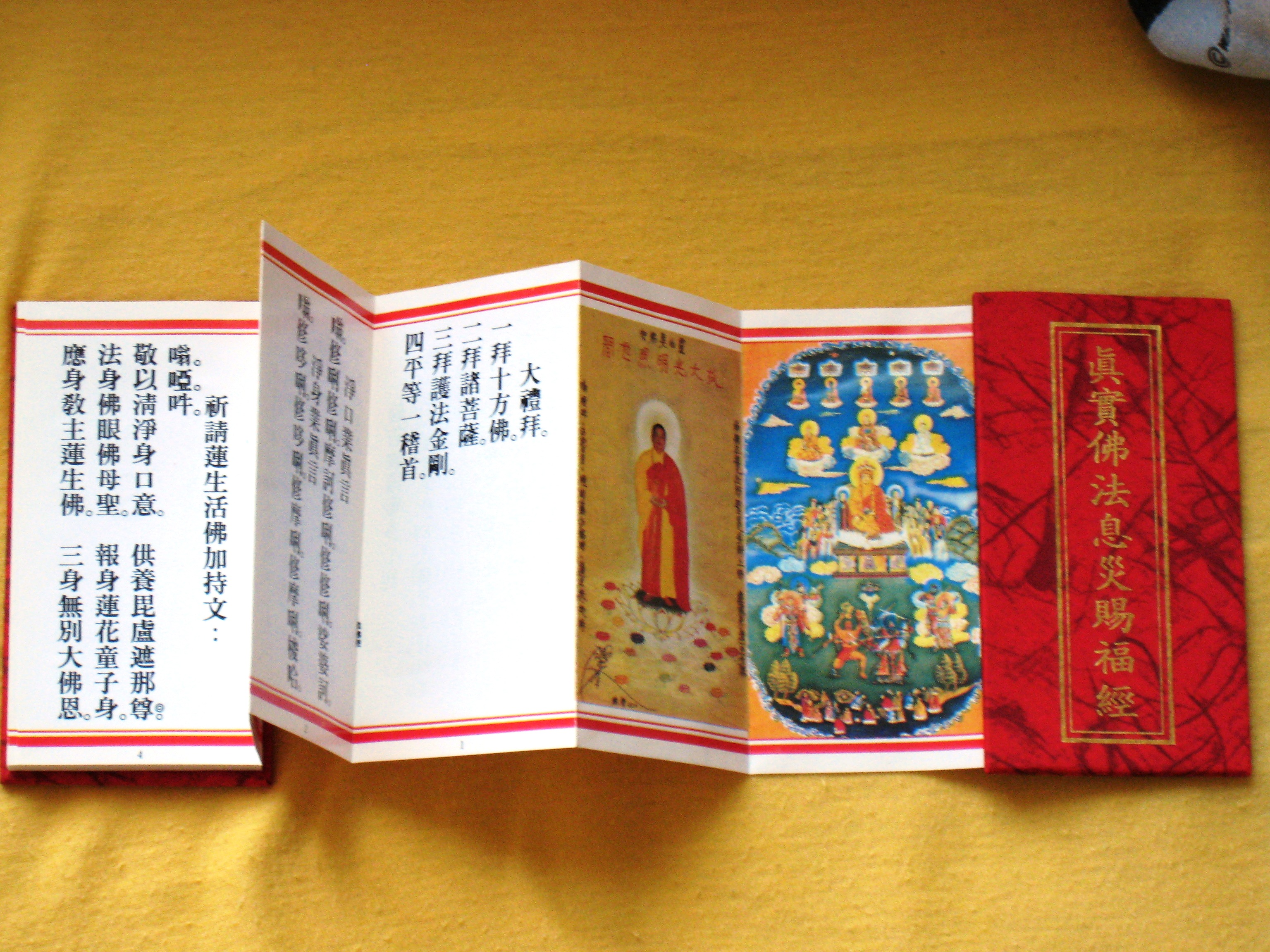
Chinees boeddhistisch gebedenboek

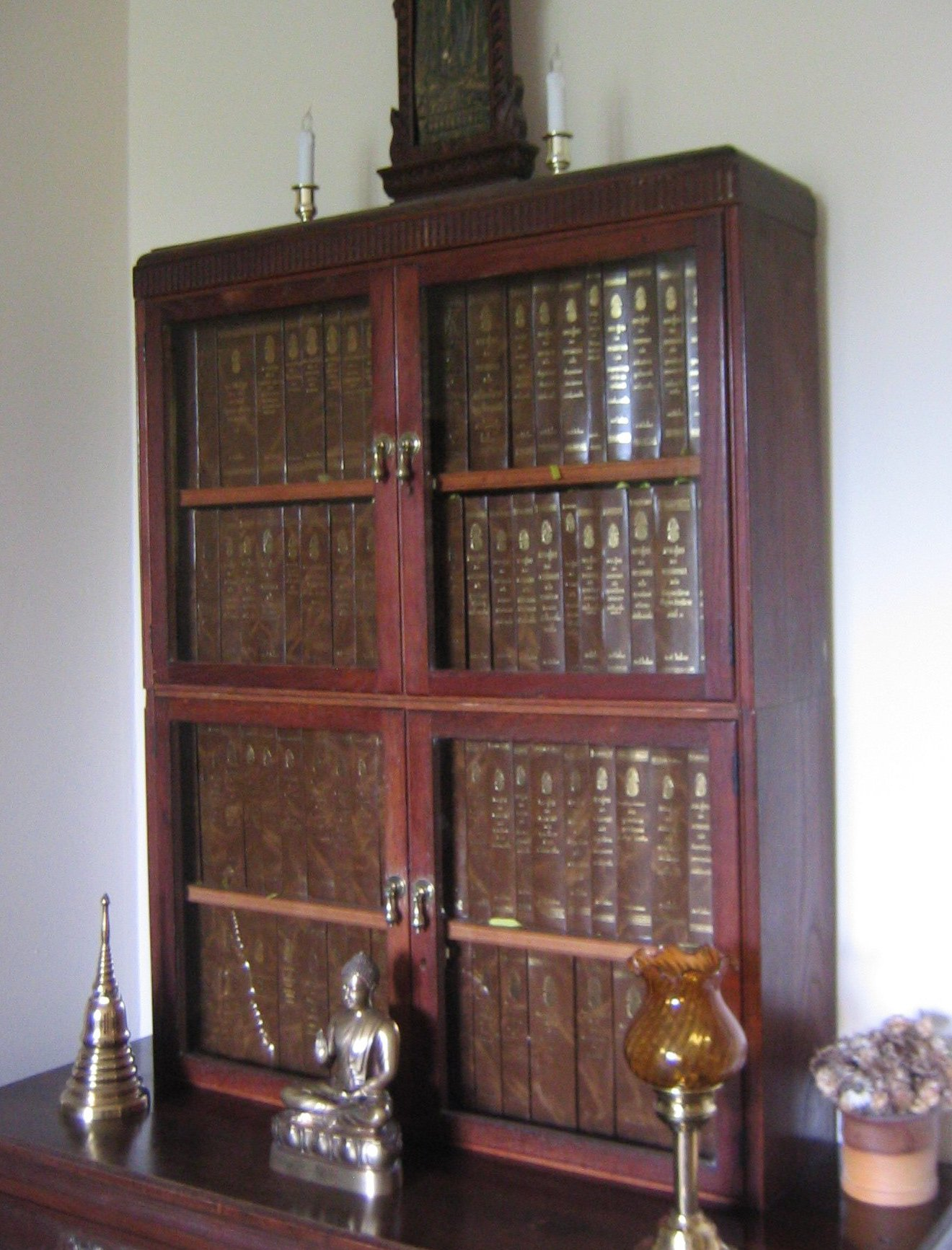
Standaardeditie van de Thaise Pali-canon

De oudste verzameling geschriften in het boeddhisme is de tripitaka. Deze is bewaard gebleven in de Pali-canon zoals die door de Theravada-traditie op schrift is gesteld.
De tripitaka bestaat uit drie korven (pitaka's):
- de Suttapitaka: de toespraken en uitspraken van de Boeddha.
- de Vinaya: de orderegels en discipline voor de monniken.
- de Abhidhamma: later filosofisch commentaar.

In 250 v.Chr. is de Pali-canon gesloten. Sindsdien zijn er geen toespraken toegevoegd, veranderd of weggehaald.
Naast de Pali-canon bestaat er een uitgebreide hoeveelheid commentaren en samenvattingen. De bekendste samenvatting is de Visuddhimagga van Buddhaghosa.

### Mahayana-geschriften
Het Mahayana-boeddhisme ontwikkelde nieuwe geschriften met nieuwe leringen. Volgens de Mahayana-traditie zijn sommige van deze toespraken door de Boeddha in de hemel gegeven aan de goden daar, zijn daar behouden en ongeveer 600 tot 1200 jaar later weer opgetekend door monniken in de Mahayana-traditie.Latere lokale tradities, zoals in Tibet, China en Korea, hebben ook eigen geschriften toegevoegd.

## Stromingen in het boeddhisme
In India splitste het boeddhisme zich al snel in achttien scholen. Van deze oudste scholen is alleen het theravada-boeddhisme overgebleven, dat zich verspreid heeft in Sri Lanka, Thailand en Birma (het huidige Myanmar). Het Theravada-boeddhisme heeft zich hier in de 19e eeuw vernieuwd, onder invloed van het westerse kolonialisme.
Tussen 150 v.Chr. en 100 n.Chr. ontstond het mahayana-boeddhisme dat de boeddhistische leerstellingen verder ontwikkelde in nieuwe geschriften. Het mahayana, dat grote voertuig betekent, noemde de oudste stromingen denigrerend hinayana, het kleine voertuig. Het mahayana heeft zich onder andere in Tibet, China en Japan verspreid. Door vermenging en vernieuwingen ontstonden hier nieuwe scholen.
In het westen heeft het boeddhisme sinds de 19e eeuw langzaam maar zeker ingang gevonden. Naast de traditionele scholen ontwikkelde zich een eigen vorm van boeddhisme waarin de traditionele leerstellingen en meditatie-methodes vermengd zijn met westerse psychologie.
De belangrijkste stromingen zijn:
- Theravada (Sri Lanka en Zuidoost-Azië)
- Mahayana (Oost-Azië)
  - Vajrayana of tantrayana is onderdeel van het Mahayana en is ook bekend als boeddhistische tantra. Het bekendst is het Tibetaans boeddhisme, maar onderdelen kunnen ook in Japan gevonden worden.
  - Zuiver Land-boeddhisme (China, Japan en Vietnam)
  - Zen (China, Japan, Korea en Vietnam)

## Verspreiding van het boeddhisme
Het boeddhisme breidde zich uit van Noord-India tot geheel India, waaronder het huidige Pakistan en Bangladesh.
Via het zuiden verspreidde het Theravada zich naar Sri Lanka, Thailand, Laos, Myanmar, Cambodja en Vietnam.
Via het noorden verspreidde het Mahayana zich naar Nepal, Bhutan, China, Mongolië, Taiwan, Maleisië, Indonesië, Noord-Korea en Zuid-Korea en Japan.
Nog verder noordelijk en westelijk verspreidde het zich in Afghanistan, Tadzjikistan, Oezbekistan, Turkmenistan, Kirgizië, Kazachstan, en Rusland.
Via de zijderoute en het rijk van Alexander de Grote was het boeddhisme in de periode van 300 v.Chr. tot ongeveer 600 n.Chr. ook in beperkte mate bekend in het Middellandse zeegebied, waaronder Egypte (Alexandrië). De invloed op de Grieken is ook terug te vinden in de eerste boeddhabeelden in de toenmalige Griekse staat Bactrië in het huidige Afghanistan.
In de 12e eeuw is het boeddhisme verdwenen uit India als gevolg van de vervolging door de moslims en de invallen van de Mogols die India veroverden. Het was vooral in het noorden gebleven, in tegenstelling tot het hindoeïsme dat vroeg tot in het zuiden is doorgedrongen. Ook in Afghanistan, Pakistan en het Midden-Oosten verdween het boeddhisme mede door de opkomst van de islam. Vanaf 1950 is het boeddhisme onderdrukt in de landen China, Vietnam, Noord-Korea, Laos en Cambodja. In elk van deze landen is dit gebeurd gedurende een communistisch dictatoriaal bewind.
In het westers boeddhisme is de belangstelling voor het boeddhisme sinds de 19e eeuw groeiende. Theravada, Tibetaans Boeddhisme en Zen zijn hier de bekendste stromingen geworden.

## Feest- en gedenkdagen
De boeddhistische kalender is (met uitzondering van Japan) een maankalender, gebaseerd op de hindoekalender. Het jaar is in deze maankalender 11 dagen korter dan in de zonnekalender en de feestdagen verschuiven dan ook ten opzichte van onze op de zon gebaseerde kalender. Elke drie of vier jaar verschuift de maankalender een maand naar voren, zodat de feestdagen vaak grofweg in dezelfde zonnemaand vallen.
In het boeddhisme zijn er verschillende belangrijke gedenkdagen. Deze dagen zijn ook nationale feestdagen in veel boeddhistische landen. De drie belangrijkste gedenkdagen gedenken de Boeddha, dhamma en sangha en zijn:
1. Magha Puja (volle maan in januari)—de dag waarop 1250 Arahants tegelijkertijd een spontaan (zonder het vooraf te regelen) bezoek brachten aan de Boeddha. Deze dag gedenkt de sangha.
2. Vesakha Puja (volle maan in mei)—de dag waarop Gautama Boeddha geboren werd, verlichting bereikte en overleed (het Parinibbana bereikte). Deze dag gedenkt de Boeddha en wordt soms ook wel Boeddhadag genoemd.
3. Asalha Puja (volle maan in juli)—de dag waarop de Boeddha zijn eerste lering gaf in het hertenpark van Sarnath. Dit is ook de dag waarop de pansa (of vassa) begint; het drie maanden lange retraite voor bhikkhu's gedurende het regenseizoen. Deze dag gedenkt de dhamma.

Overige belangrijke gedenkdagen in de diverse tradities zijn:
1. de Uposatha is de wekelijkse religieuze dag, waarop er formele instructie gegeven wordt, vaak in de vorm van een toespraak in de avond. Sommige leken volgen op deze dag de meer ascetische Acht Voorschriften in plaats van de normale Vijf Voorschriften.
2. Verjaardag van Avalokitesvara (Kuan Yin) in het Mahayana-boeddhisme (volle maan in maart).
3. Ullambana: gedurende 15 dagen in augustus gaan (volgens een Mahayana-traditie die ook in Theravada-landen populair is) de poorten van de verschillende hellen open en kunnen de geesten de mensenwereld bezoeken. Door jezelf extra goed te gedragen en giften aan begraafplaatsen en de Sangha te geven ten behoeve van deze helbewoners, kun je jezelf hiertegen beschermen.
4. Pavarana (volle maan in oktober): de dag waarop de pansa eindigt.
5. Abhidhamma dag (volle maan in oktober, alleen in Myanmar): de dag waarop Gautama Boeddha naar de Tusita hemel ging om zijn (overleden) moeder in haar nieuwe leven de Abhidhamma te onderwijzen. Abhidhamma Dag valt samen met Pavarana.
6. De Anapanasati dag valt ook op de volle maan in oktober. Hier wordt herdacht dat de Boeddha op deze dag de belangrijke toespraak over meditatie gericht op de ademhaling (letterlijk: aandachtig ademhalen) gaf.
7. De Kathina: de Kathina vindt plaats van de volle maan in oktober tot de volle maan in november; de maand na pansa. Gedurende de Kathina kunnen leken kleden aan de Sangha geven.

De precieze dag waarop deze dagen vallen is afhankelijk van de hindoe maankalender. De vermelde maand is daarom niet altijd geldig. Soms zal de genoemde dag op de volle maan in de vorige of volgende maand vallen. Vesakha Puja bijvoorbeeld valt soms op de volle maan in april, in plaats van in mei.

## Boeddhisme in Nederland en België
In Nederland zijn er ongeveer 170.000 boeddhisten volgens de Boeddhistische Omroep Stichting. Daarvan zijn ongeveer 70.000 allochtoon of buitenlander. De meerderheid van deze boeddhistische allochtonen is Chinees. Er wonen ongeveer 40.000 boeddhistische Chinezen in Nederland. Dit aantal wordt betwist, verschillende journalisten en onderzoekers komen niet verder dan een aantal tussen de 36.000 en de 50.000.
In België is het boeddhisme een kleine minderheidsreligie, maar heeft in de afgelopen jaren een snelle groei getoond. Een schatting uit 2009 geeft aan dat van de Belgische bevolking 29.497 mensen zich hebben geïdentificeerd als boeddhistisch (ongeveer 0,29% van de totale bevolking).

## Verder lezen
- Dijk, Alphons van (1999) Over (de) Verlichting; een inleiding tot het boeddhisme voor humanistisch geïnspireerde mensen, Damon, Leende
- Lamotte, E. History of Indian Buddhism.
- Phra Prayudh Payutto, Buddhadhamma – Natural Laws and Values for Life.
- Robinson, Richard H., Johnson, Willard L. en Bhikkhu, Thanissaro, Buddhist Religions: A Historical Introduction.